# TeXShop
TeXShop – darmowy edytor TeX i przeglądarka plików dla systemu OS X. Został wydany na licencji GNU General Public License.